# Magdalena Maleeva
Magdalena Maleeva (Sofia, 1º aprile 1975) è un'ex tennista bulgara.
È sorella di Manuela Maleeva e Katerina Maleeva, anche loro ex tenniste.

## Biografia
Magadalena Maleeva è la più giovane delle tre figlie di Yulia Berberyan e Georgi Maleev. Nel 1990 vinse 3 fra le più importanti manifestazioni juniores: l'US Open 1990 sconfiggendo in finale Noëlle van Lottum con il punteggio di 7-5, 6-2, l'Australian Open 1990 singolare ragazze prevalendo in finale su Louise Stacey con 7–5, 6–7, 6–1 e l'Open di Francia 1990 battendo Tatiana Ignatieva con 6-2, 6-3. Fra i tanti tornei vinti il San Marino CEPU Open del 1992 dove sconfisse Federica Bonsignori con 7-6, 6-4. Lo stesso anno giunse ai quarti di finale all'US Open 1992 - Singolare femminile. È ricordata anche perché nel 1993 al torneo di Amburgo fu l'avversaria di Monica Seles nella partita in cui quest'ultima venne accoltellata da Gunther Parche, uno squilibrato fan della tedesca Steffi Graf che con quel gesto provò a favorire la sua beniamina. Arrivò a essere quarta nel ranking mondiale, il 29 gennaio del 1996.
Nel giugno del 1998 un intervento chirurgico la costrinse a disertare le competizioni per 11 mesi. Rientrata nel circuito tornò a vincere tornei, come il Kremlin Cup 2002 - Singolare femminile dove in un difficile incontro ebbe la meglio su Lindsay Davenport con 5–7, 6–3, 7–6(4). L'anno seguente vinse anche il DFS Classic (2003), battendo Shinobu Asagoe con 6–1, 6–1. Nel 2005 arrivò agli ottavi di finale al Torneo di Wimbledon 2005, dove venne sconfitta da Svetlana Kuznecova. Lasciò il mondo sportivo nell'ottobre dello stesso anno. Dal 1991 rappresentava il suo Paese in Fed Cup.

## Vita privata
Dopo il ritiro è diventata una fervente ambientalista: ha anche aperto due negozi che vendono alimenti biologici.
Ha tre figli figli: la prima, Julia, nata il 27 giugno 2007, il secondo, Marko, il 13 dicembre 2008, e la terza, Nina, nata nel 2012. Vive a Sofia.

## Statistiche

### Risultati in progressione
| Sigla | Risultato               |
| ----- | ----------------------- |
| V     | Vincitore               |
| F     | Finalista               |
| SF    | Semifinalista           |
| O     | Oro olimpico            |
| A     | Argento olimpico        |
| SF    | Bronzo olimpico         |
| QF    | Quarti di Finale        |
| 4T    | Quarto turno            |
| 3T    | Terzo turno             |
| 2T    | Secondo turno           |
| 1T    | Primo turno             |
| RR    | Round Robin             |
| LQ    | Turno di qualificazione |
| A     | Assente                 |
| ND    | Non disputato           |

| Legenda superfici    |
| -------------------- |
| Cemento              |
| Terra battuta        |
| Erba                 |
| Superficie variabile |

#### Singolare nei tornei del Grande Slam
| Torneo          | 1990 | 1991 | 1992 | 1993 | 1994 | 1995 | 1996 | 1997 | 1998 | 1999 | 2000 | 2001 | 2002 | 2003 | 2004 | 2005 |
| --------------- | ---- | ---- | ---- | ---- | ---- | ---- | ---- | ---- | ---- | ---- | ---- | ---- | ---- | ---- | ---- | ---- |
| Australian Open | A    | 4T   | 1T   | 4T   | 4T   | 1T   | A    | A    | 1T   | A    | 1T   | 1T   | 4T   | 3T   | 2T   | 3T   |
| Open di Francia | 3T   | 1T   | 3T   | 4T   | 1T   | 2T   | 4T   | 1T   | A    | 1T   | 3T   | 1T   | 1T   | 4T   | 4T   | 2T   |
| Wimbledon       | 2T   | 1T   | 1T   | 3T   | 2T   | A    | 2T   | 3T   | A    | A    | 2T   | 4T   | 4T   | 2T   | 4T   | 4T   |
| US Open         | 1T   | 2T   | QF   | 4T   | 4T   | 2T   | 1T   | 3T   | A    | A    | 2T   | 2T   | 3T   | 1T   | 2T   | 2T   |

#### Doppio nei tornei del Grande Slam
| Torneo          | 1990 | 1991 | 1992 | 1993 | 1994 | 1995 | 1996 | 1997 | 1998 | 1999 | 2000 | 2001 | 2002 | 2003 | 2004 | 2005 |
| --------------- | ---- | ---- | ---- | ---- | ---- | ---- | ---- | ---- | ---- | ---- | ---- | ---- | ---- | ---- | ---- | ---- |
| Australian Open | A    | 1T   | 3T   | 2T   | A    | 1T   | A    | A    | A    | A    | A    | 3T   | 2T   | 1T   | 3T   | A    |
| Open di Francia | A    | 1T   | 1T   | 3T   | 1T   | A    | A    | A    | A    | A    | A    | 2T   | A    | 1T   | A    | A    |
| Wimbledon       | A    | 1T   | 1T   | 3T   | 1T   | A    | A    | A    | A    | A    | A    | 1T   | A    | 3T   | A    | A    |
| US Open         | 1T   | 1T   | 1T   | 1T   | 2T   | A    | A    | A    | A    | A    | 1T   | 1T   | A    | QF   | A    | 2T   |

#### Doppio misto nei tornei del Grande Slam
| Torneo          | 1990 | 1991 | 1992 | 1993 | 1994 | 1995 | 1996 | 1997 | 1998 | 1999 | 2000 | 2001 | 2002 | 2003 | 2004 | 2005 |
| --------------- | ---- | ---- | ---- | ---- | ---- | ---- | ---- | ---- | ---- | ---- | ---- | ---- | ---- | ---- | ---- | ---- |
| Australian Open | A    | A    | A    | A    | A    | A    | A    | A    | A    | A    | A    | A    | A    | A    | A    | A    |
| Open di Francia | A    | A    | 2T   | A    | A    | A    | A    | A    | A    | A    | A    | 1T   | A    | A    | A    | A    |
| Wimbledon       | A    | A    | A    | A    | A    | A    | A    | A    | A    | A    | A    | A    | A    | A    | A    | 1T   |
| US Open         | A    | A    | A    | A    | A    | A    | A    | A    | A    | A    | A    | A    | A    | A    | A    | A    |